# NGC 6357
NGC 6357 je emisní mlhovina, která s mlhovinou NGC 6334 leží u bodce na konci ocasu souhvězdí Štíra. Oblaka plynu a temného prachu ve skutečnosti obsahují skupinu menších emisních mlhovin. Součástí jsou protohvězdy kryté temnými disky plynu a mladé hvězdy sbalené do expandujících „zámotků“ či expandujícího plynu kolem těchto malých hvězd.
Dalšími názvy jsou Humří mlhovina (také Mlhovina Humr) či Mlhovina Vojna a mír (také Válka a mír), s pojmenováním odvozeným od západní části mlhoviny vypadající jako holubice a východního dílu připomínajícího lebku.
Mlhovina o průměru cca 400 světelných let se nachází přibližně 6 500 až 8 000 světelných roků od Země, zatímco vzdálenost NGC 6334, přezdívané jako mlhovina Kočičí tlapka, činí asi 5 500 světelných let. Mlhoviny objevil astronom John Herschel během června 1837 při expedici k Mysu Dobré naděje.

## Hmotné hvězdy
V blízkosti středu mlhoviny je viditelná otevřená hvězdokupa Pismis 24 s jasně zářícími nejhmotnějšími hvězdami Mléčné dráhy. Jednou z hvězd s nejvyšší svítivostí hvězdokupy je Pismis 24-1, o níž se předpokládalo, že drží hmotnostní rekord přibližně 300 hmotností slunce. Následně bylo objeveno, že se jedná o složený systém, tvořený nejméně trojhvězdou. S hmotností okolo 100 sluncí by přesto každá z nich stále představovala jednu z nejhmotnějších známých hvězd ve vesmíru.
| Hvězda (Pismis 24-#) | Spektrální třída | Velikost (Mbol) | Teplota (K) | Poloměr (RS) | Hmotnost (MS) |
| -------------------- | ---------------- | --------------- | ----------- | ------------ | ------------- |
| 1NE                  | O3.5 If*         | −10,0           | 42 000      | 17           | 74            |
| 1SW                  | O4 III           | −9,8            | 41 500      | 16           | 66            |
| 2                    | O5.5 V(f)        | −8,9            | 40 000      | 12           | 43            |
| 3                    | O8 V             | −7,7            | 33 400      | 9            | 25            |
| 10                   | O9 V             | −7,2            | 31 500      | 8            | 20            |
| 12                   | B1 V             | −5,3            | 30 000      | 4            | 11            |
| 13                   | O6.5 III((f))    | −8,6            | 35 600      | 12           | 35            |
| 15                   | O8 V             | −7,8            | 33 400      | 10           | 25            |
| 16                   | O7.5 V           | −9,0            | 34 000      | 16           | 38            |
| 17                   | O3.5 III         | −10,1           | 42 700      | 17           | 78            |
| 18                   | B0.5 V           | −6,4            | 30 000      | 6            | 15            |
| 19                   | B0.5 V           | −5,4            | 30 000      | 4            | 11            |